# Mathias Lauda
Mathias Lauda (Salzburgo, Austria; 30 de enero de 1981) es piloto de automovilismo austríaco. Es hijo del tres veces campeón de Fórmula 1 Niki Lauda. Corrió en la temporada 2005 de GP2 Series con el equipo Coloni, junto al expiloto de Fórmula 1 Gianmaria Bruni.

## Carrera

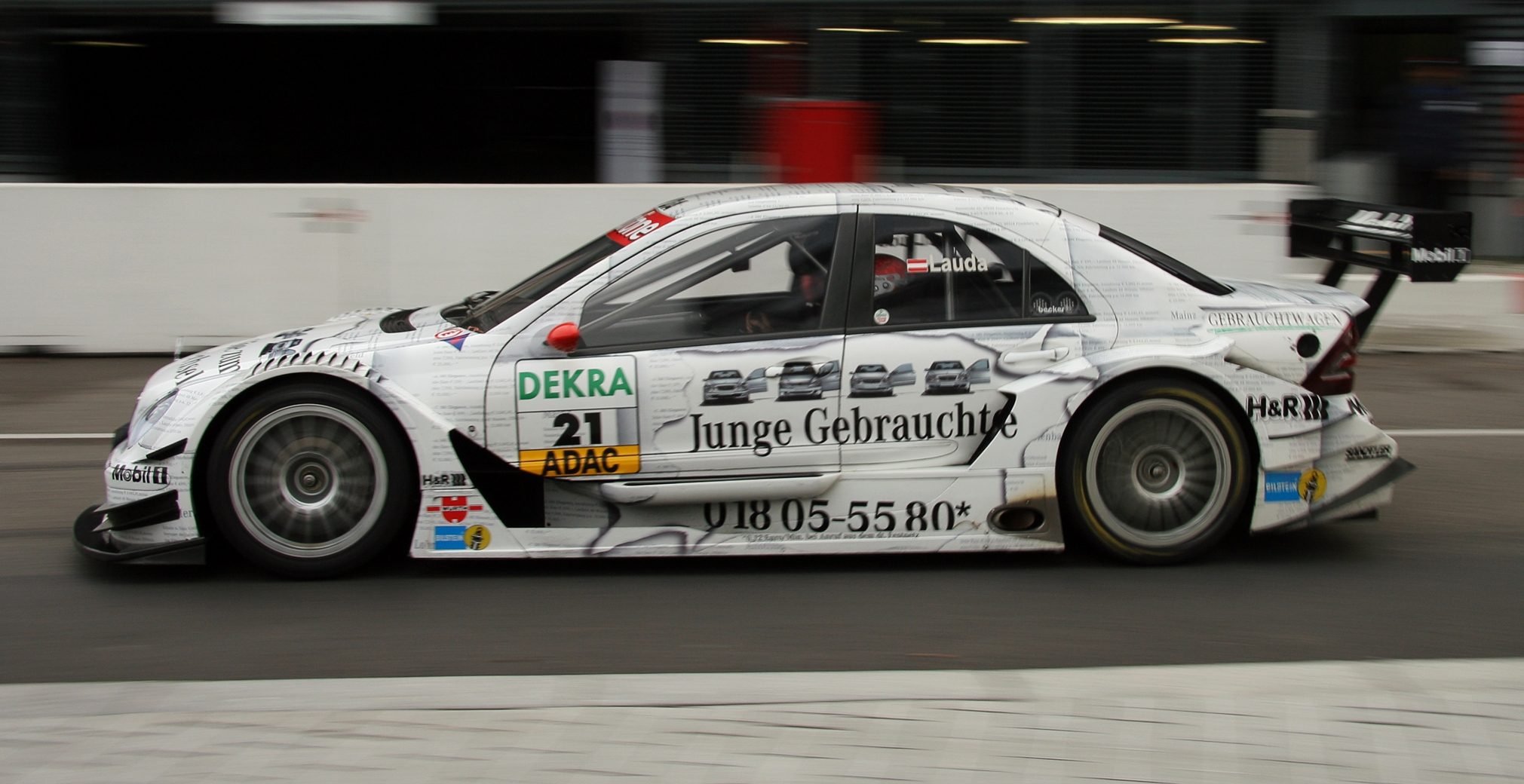
Mathias Lauda en un DTM Mercedes-Benz C-Class.

Al contrario que muchos pilotos que comenzaron en los karts, Lauda debutó en 2002 en la Formula Nissan 2000. También participó en dos carreras de la Formula VW y en una de la Fórmula 3 Española. En 2003 pasó a la World Series Light con el equipo Vergani, y en 2004 a la Euro 2000 Series. Más tarde, ese mismo año, pilotó en la Fórmula 3000, completando la temporada con el equipo CMS.
Lauda participó en la GP2 en 2005, y fue uno de los pocos pilotos que tenían una temporada completa de Fórmula 3000 como experiencia. Desde septiembre de 2005 pilotó en la A1 Grand Prix.
Sin conseguir ningún gran resultado en los monoplazas, decidió centrarse en los turismos. En 2006 compitió en la DTM con el equipo Mercedes-Benz.

## Resultados

### GP2 Series
(Clave) (negrita indica pole position) (cursiva indica vuelta rápida puntuable)

| Año  | Escudería         | 1   | 1   | 2   | 2   | 3   | 3   | 4   | 4   | 5   | 5   | 6   | 6   | 7   | 7   | 8   | 8   | 9   | 9   | 10  | 10  | 11  | 11  | 12  | 12  | Pos. | Puntos | Ref.  |
| ---- | ----------------- | --- | --- | --- | --- | --- | --- | --- | --- | --- | --- | --- | --- | --- | --- | --- | --- | --- | --- | --- | --- | --- | --- | --- | --- | ---- | ------ | ----- |
| 2005 | Coloni Motorsport | IMO | IMO | BAR | BAR | MON | MON | NÜR | NÜR | MAG | MAG | SIL | SIL | HOC | HOC | BUD | BUD | EST | EST | MNZ | MNZ | SPA | SPA | SAK | SAK | 21.º | 3      | [ 1 ] |
| 2005 | Coloni Motorsport | 12  | Ret | Ret | 13  | 6   | 6   | 10  | Ret | 16  | 15  | 20  | 15  | 14  | 21  | Ret | 14  | 16  | 18  | 13  | 12  | 9   | 24† | 14  | 21  | 21.º | 3      | [ 1 ] |

### Campeonato Mundial de Resistencia de la FIA
(Clave) (negrita indica pole position) (cursiva indica vuelta rápida)

| Año     | Escudería           | Clase    | Automóvil                | 1   | 2   | 3   | 4   | 5   | 6   | 7   | 8   | 9   | Pos. | Puntos | Ref.  |
| ------- | ------------------- | -------- | ------------------------ | --- | --- | --- | --- | --- | --- | --- | --- | --- | ---- | ------ | ----- |
| 2015    | Aston Martin Racing | LMGTE Am | Aston Martin Vantage GTE | SIL | SPA | LMS | NÜR | COA | FUJ | SHA | BHR |     | 3.º  | 144    | [ 2 ] |
| 2015    | Aston Martin Racing | LMGTE Am | Aston Martin Vantage GTE | 1   | 1   | NC  | 2   | 5   | 2   | 2   | 1   |     | 3.º  | 144    | [ 2 ] |
| 2016    | Aston Martin Racing | LMGTE Am | Aston Martin Vantage GTE | SIL | SPA | LMS | NÜR | MEX | COA | FUJ | SHA | BHR | 3.º  | 149    | [ 3 ] |
| 2016    | Aston Martin Racing | LMGTE Am | Aston Martin Vantage GTE | 2   | 1   | Ret | 1   | Ret | 1   | 1   | 1   | Ret | 3.º  | 149    | [ 3 ] |
| 2017    | Aston Martin Racing | LMGTE Am | Aston Martin Vantage GTE | SIL | SPA | LMS | NÜR | MEX | COA | FUJ | SHA | BHR | 1.º  | 192    | [ 4 ] |
| 2017    | Aston Martin Racing | LMGTE Am | Aston Martin Vantage GTE | 2   | 1   | 4   | 3   | 2   | 1   | 5   | 1   | 1   | 1.º  | 192    | [ 4 ] |
| 2018-19 | Aston Martin Racing | LMGTE Am | Aston Martin Vantage GTE | SPA | LMS | SIL | FUJ | SHA | SEB | SPA | LMS |     | 8.º  | 77     | [ 5 ] |
| 2018-19 | Aston Martin Racing | LMGTE Am | Aston Martin Vantage GTE | 1   | Ret | 4   | 3   | 5   | 8   | 6   | Ret |     | 8.º  | 77     | [ 5 ] |